# Pedro González Martínez
Pedro González Martínez, más conocido por Pedro, es un exfutbolista español. Se desempeñaba en la posición de lateral izquierdo, y, ocasionalmente, de central marcador.

## Trayectoria
Criado en las secciones inferiores del Real Burgos, Pedro llega al primer equipo en la temporada 1987-1988, de la mano de Sergio Kresic. Durante esa temporada, en Segunda División, disputa siete partidos, y once en la siguiente.
En el verano de 1989 dispone de su oportunidad de debutar en la máxima categoría, en las filas del CD Logroñés, donde tiene una notable participación, convirtiendo incluso dos goles.
Como consecuencia de ello, todo un grande como el Atlético de Madrid llama a su puerta para la siguiente campaña. En el club colchonero, Pedro protagonizaría su estadía más larga en el fútbol profesional, ya que defendió sus colores durante cuatro temporadas, conquistando dos trofeos de la Copa del Rey en las dos primeras, pero con la pobre cifra de solo 56 partidos de liga, 26 de los cuales los jugó en la última.
En el verano de 1994, Luis Aragonés lo reclama en su fichaje como entrenador del Sevilla FC. Pedro militará dos temporadas en la escuadra hispalense, pero también disputará muy pocos partidos como titular.
Tras dos campañas en Segunda División, disputadas sucesivamente en el Deportivo Alavés y en el CF Extremadura, logrando el ascenso con este último (aunque jugando solo 4 partidos), Pedro decide alejarse del fútbol profesional.